# Gvozdarus balushkini
Gvozdarus balushkini is een straalvinnige vissensoort uit de familie van ijskabeljauwen (Nototheniidae). De wetenschappelijke naam van de soort is voor het eerst geldig gepubliceerd in 1993 door Voskoboinikova & Kellermann.